# Résolution 1577 du Conseil de sécurité des Nations unies
Membres permanents
- Chine
- États-Unis
- France
- Royaume-Uni
- Russie

Membres non permanents
- Algérie
- Allemagne
- Angola
- Bénin
- Brésil
- Chili
- Espagne
- Pakistan
- Philippines
- Roumanie

Résolution no 1576 Résolution no 1578
La résolution 1577 du Conseil de sécurité des Nations unies, adoptée à l'unanimité le 1er décembre 2004, après avoir rappelé la résolution 1545 (2004) sur la situation au Burundi, prolonge le mandat de l'Opération des Nations unies au Burundi jusqu'au 1er juin 2005.
La résolution a été adoptée dans un débat continu entre les membres du Conseil de sécurité sur la compétence de la Cour pénale internationale.